# Sensée
La Sensée est une rivière française de la région Hauts-de-France et un affluent de l'Escaut.
À noter que la section canalisée entre Arleux et Bouchain fut intégrée dans le canal à grand gabarit Dunkerque-Escaut.

## Géographie
La longueur de son cours d'eau est de 27,1 km.
Elle prend sa source à Saint-Léger à l'ouest de Croisilles (Pas-de-Calais), passe à Lécluse, se jette dans le canal du Nord à Arleux puis  dans le canal à grand gabarit à Bouchain car le bassin versant de la Sensée a été coupé en deux par la création du canal à grand gabarit. Sa pente moyenne est de 2,42 ‰.

### Communes traversées

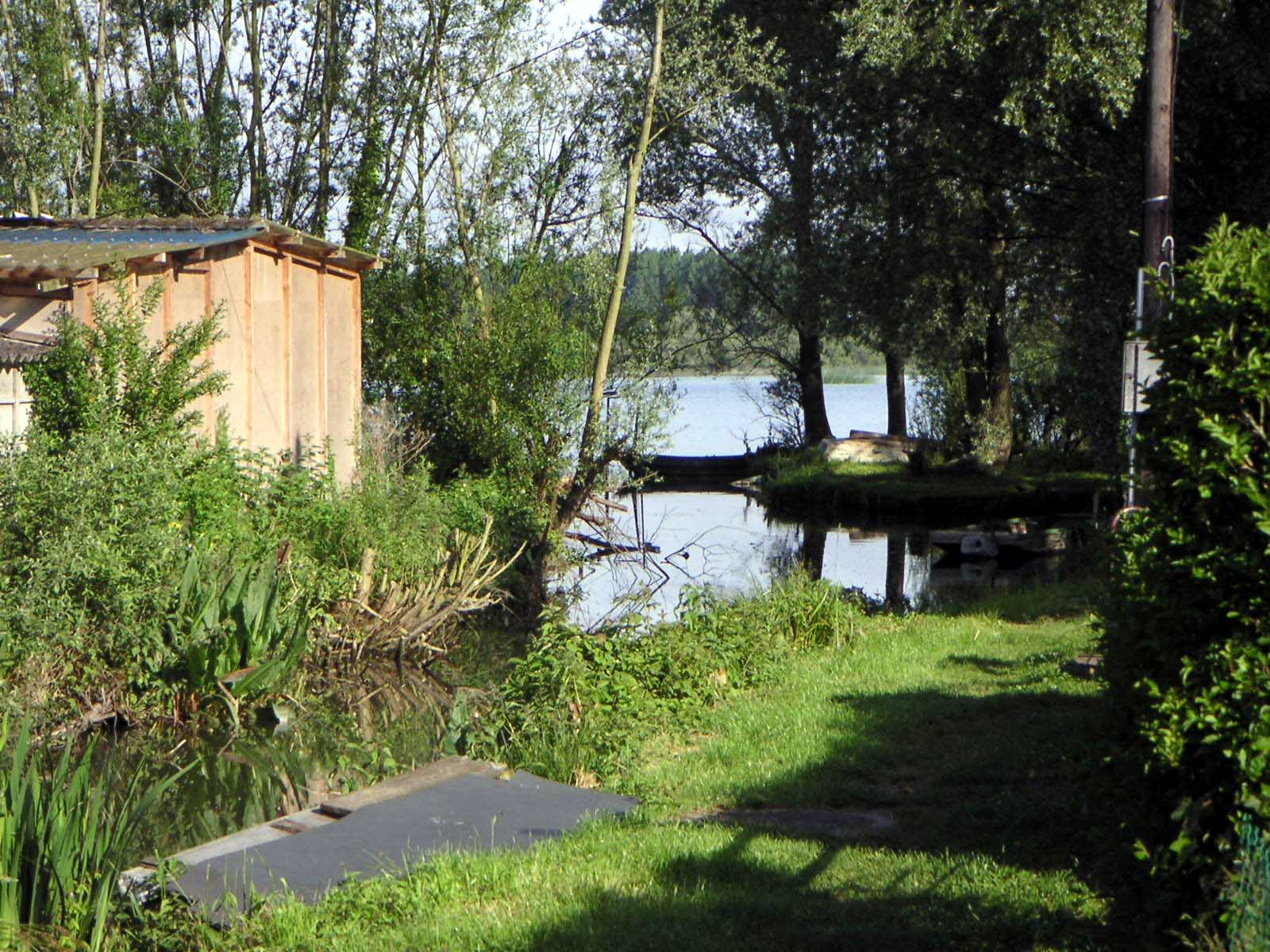
Plan d'eau et marais de Palluel (Pas-de-Calais). Navigation possible pour la pêche. (Vallée de la Sensée)

Dans les deux départements du Nord et du Pas-de-Calais la Sensée traverse treize communes :
- dans le sens amont vers aval : Saint-Léger (source), Croisilles, Fontaine-lès-Croisilles, Chérisy, Vis-en-Artois, Rémy, Éterpigny, Étaing, Lécluse, Tortequesne, Écourt-Saint-Quentin, Palluel, Arleux (confluence).

Soit en termes de cantons, la Sensée prend source dans le canton de Croisilles, traverse le canton de Vitry-en-Artois, canton de Marquion, et conflue dans le canton d'Arleux, le tout dans les deux arrondissement d'Arras et arrondissement de Douai.

### Bassin versant
La vallée de la Sensée est une zone humide qui s'étend de Lécluse à Bouchain. Elle est traversée par un Sentier de grande randonnée le GR 121.

## Affluents
La Sensée a plusieurs affluents :  
- le Cojeul (rg) 26,6 km
- la Lugy (rd) 1,7 km sur les deux communes de Éterpigny, Rémy.
- la Trinquise ou le Trinquis (rg) 9,8 km
- l'Agache (rd) pour la Sensée amont,
- la Naville Tortue (rg) pour la Sensée aval[2].

## Hydrologie

### La Sensée à Étaing
Une station hydrométrique E1566010 à Étaing, gérée par la DIREN Nord-Pas-de-Calais, à 40 m d'altitude et pour un bassin versant de 299 km2 est en service depuis le 10 juillet 1971, avec des mesures depuis 1991.

### Crues
Pas d'atlas des zones inondables sur la Sensée.

## Étymologie
La Sensée se nomme Sensada au Xe siècle.